# NGC 5356
NGC 5356 (другие обозначения — UGC 8831, MCG 1-35-52, ZWG 46.1, IRAS13524+0534, PGC 49468) — спиральная галактика с перемычкой (SBbc) в созвездии Дева.
Этот объект входит в число перечисленных в оригинальной редакции «Нового общего каталога».